# Familia Cesina
La familia Cesina es una antigua familia italiana de orígenes altomedievales lombardos.

## Historia

Un mapa de Italia, mostrando el Principado de Capua, cuando aparezca en 1000.

Mapa político de Sur de Italia en el año 1112

La familia Cesina toma su apellido del feudo, siendo vasallos de los duques lombardos del ducado de Benevento.
Inicialmente el feudo, era una zona boscosa destinada a la tala de madera y luego convertida en un campo agrícola, formado en 664 como recompensa al vasallo por el rey lombardo Grimoald, rey de Italia.
El feudo Cesina se incluyó originalmente en el gastaldate de Aquino, que controlaba todo el territorio de Cassino, y tenía una importancia estratégica considerable en la protección de las fronteras del Ducado de Benevento. Los vasallos conservaron el feudo para los duques y luego príncipes de Benevento, hasta 883, cuando el territorio fue devastado por la llegada de los sarracenos, que venían de Agropoli por invitación de Docibilis I, duque de Gaeta, que destruyó la abadía de Montecassino. Los supervivientes se refugiaron en Presenzano. Tras la batalla de Garigliano, en 915, el feudo se incluyó en el principado de Capua.
En 1019, el feudo fue reclamado por el abad de Montecassino Atenulfo, que solicitó su restitución a su hermano, el príncipe lombardo Pandulfo IV de Capua.
Con el final de los dominios lombardos en Italia en 1077, conquistados por los normandos bajo el liderazgo del famoso Roberto Guiscardo y agregado a su condado de Sicilia, el feudo se convirtió en posesión de la familia Di Sangro, herederos de los condes de Marsi.

### Miembros notables
- Giuseppe Cesina, Secretario de Reino de Sicilia de 1678 a 1688, al servicio de los Virreyes de Sicilia, bajo el rey Carlos II de España.[3]
- Giovanni Giacomo Cesina, nacido en Bosco, Principato Citra, Reino de Nápoles, Doctor en Derecho, 1724.[4]
- Eugenio Cesina, Assessor de Venecia en 1848, testigo del interrogatorio en prisión del patriota italiano Daniele Manin.[5]